# Булах, Андрей Глебович
Андрей Глебович Булах (29 марта 1933, Ленинград — 21 сентября 2020, Санкт-Петербург) — советский и русский учёный-геолог, специалист в области минералогии, профессор, доктор геолого-минералогических наук (1979).

## Биография
Родился 29 марта 1933 года в городе Ленинграде в семье инженеров-строителей.
В 1955 году с отличием окончил геологический факультет Ленинградского государственного университета по специальности «Геохимия и поиск полезных ископаемых». По направлению работал во Всесоюзном геологическом институте. С 1962 года — сотрудник Ленинградского университета: заведующий учебной лабораторией, доцент, профессор, заведующий кафедрой минералогии (1987—1992), вновь профессор этой же кафедры.
Член учёного совета Всероссийского минералогического общества (ВМО), председатель Комиссии по новым минералам ВМТ, член комиссии по новым минералам и названиям минералов Международной минералогической ассоциации.
Член редколлегий журналов «Записки Всероссийского минералогического общества» и «Минералогического журнала», член специализированных советов по защите диссертаций, член учебно-методического объединения Российской Федерации из геологических дисциплин.

## Научная деятельность
Главной темой научных исследований А. Г. Булаха было изучение минералогии ряда редкометалльных месторождений Кольского полуострова, приуроченных к щелочно-ультраосновные комплексов и связанных с ними карбонатитов.
Им разработана оригинальная физико-химическая модель формирования карбонатитов, которая устранила некоторые спорные вопросы и, в известной мере, примирило сторонников магматического и метасоматического происхождения этих природных образований.
Под руководством А. Г. Булаха защищено 15 кандидатских и 3 докторские диссертации.

## Краевед и популяризатор науки
А. Г. Булах был участником программ об истории культуры Санкт-Петербурга «Городской наблюдатель» на Радио России Санкт-Петербург и книг, где рассказывал о создании, изучении и реставрации каменного убранства города, домах и связанных с ними людях. Лауреат Анциферовской премии для краеведов Санкт-Петербурга за 2012 г. в номинации за общий вклад в современное петербургское краеведение и её диплома за 1999 г. за труд: А. Г. Булах, Н. Б. Абакумова. Каменное убранство главных улиц Ленинграда. СПб.: Изд-во ЛГУ, 1993.

## Награды и почётные звания
- 1970 — Медаль «В ознаменование 100-летия со дня рождения Владимира Ильича Ленина» (1970).
- 1990 — Лауреат университетской премии за высокое педагогическое мастерство и подготовку научных кадров.
- 1999 — Заслуженный работник высшей школы Российской Федерации[4].
- 2011 — Почётный профессор Санкт-Петербургского университета (СПбГУ)
- 2012 — Анциферовская премия (2012)

Почётный член Всероссийского (ВМО) и Украинского (УМО) минералогических обществ.

## Основные публикации
Научные труды по минералогии
- Bulakh A. G. Berechnung von Mineralformeln (нем.). — Leipzig: VEB Deutscher Verlag Fur Grundstoffindustrie, 1970. — 168 S.
- Булах А. Г. Каледонский комплекс ультраосновных, щелочных пород и карбонатитов Кольского полуострова и Северной Карелии. — М.: Недра, 1965.
- Булах А. Г. Металлогенические особенности щелочных формаций восточной части Балтийского щита. — Л.: Недра, 1971.
- Булах А. Г. Методы термодинамики в минералогии. — Л.: Недра, 1974. — 184 с.
- Булах А. Г., Булах К. Г. Физико-химические свойства минералов и компонентов гидротермальных растворов. — Л.: Недра, 1978. — 167 с.
- Булах А. Г., Иваников В. В. Проблемы минералогии и петрологии карбонатитов. — Л.: Изд-во ЛГУ, 1982. — 240 с.
- Булах А. Г., Гулий В. Н., Золотарёв, А. А. Фосфорные руды докембрийских толщ Алдана (геология, минералогия, генезис). — Л.: Изд-во ЛГУ, 1990. — 218 с.
- Hans-Rudolf Wenk, Andrei Bulakh. Minerals. Their Constitution and Origin (англ.). — Cambridge University Press, 2003. — 654 p.
- Булах А. Г. и др. Экспертиза камня в памятниках архитектуры: Основы, методы, примеры. — СПб.: Наука, 2005.
- Булах А. Г., Золотарёв А. А., Кривовичев В. Г. Структура, изоморфизм, формулы, классификация минералов. — СПб.: С.Петерб.ун-т, 2014. — 133 с.
- Булах А. Г., Кривовичев В. Г., Краснова Н. И., Зайцев А. Н. Кафедра минералогии Ленинградского государственного университета (1961–1987 гг.). Памяти профессора А. А. Кухаренко (к 100-летию со дня рождения) / под ред. А. Г. Булаха. — СПб.: С.Петерб.ун-т, 2014. — 208 с.
- Hans-Rudolf Wenk, Andrei Bulakh. Minerals. Their Constitution and Origin. Second ed. (англ.). — Cambridge University Press, 2016. — 620 p.

Книги, посвящённые каменному убранству Санкт-Петербурга и его реставрации
- Булах А. Г., Абакумова Н. Б. Каменное убранство центра Ленинграда. — Л.: Изд-во Ленинградского университета, 1987. — 198 с.
- Булах А. Г., Абакумова Н. Б. Каменное убранство главных улиц Ленинграда. — СПб.: Изд-во СПбГУ, 1993. — 182 с.
- Булах А. Г. Каменное убранство Петербурга. Этюды о разном. — СПб.: Сударыня, 1999. — 150 с.
- Bulakh A. G. St. Petersburg Stone (англ.). — СПб.: “Theophrastus Pbl, St. Petersburg - Athens”, 2004. — 242 p.
- Булах А. Г., Борисов И. В., Гавриленко В. В., Панова Е. Г. Каменное убранство Петербурга. Книга путешествий. — СПб.: Сударыня, 2009. — 240 с.
- Булах А. Г., Воеводский И. Э. Порфир, и мрамор и гранит. — СПб.: Изд. и культ. Центр Эклектика, 2007. — 159 с.
- Булах А. Г. Каменное убранство Санкт-Петербурга. Шедевры архитектуры и монументального искусства северной столицы. — 2009. — 324 с.
- Булах А. Г., Маругин В. М. Реставрация памятников архитектуры Санкт-Петербурга. Оценка результативности работ по данным квалиметрии. — 2009. — 72 с.
- Bulakh A. G., Abakumova N. V., Romanovsky J. V. St Petersburg: A History in Stone. — СПб.: SPb University Press, 2010. — 61 с. — ISBN 978-5-288-05020-6.
- Булах А. Г. Каменное убранство Петербурга. Шедевры архитектурного и монументального искусства Северной столицы. — ЛитРес, 2011. — 214 с.
- Булах А. Г. Казанский собор в Петербурге (1801–2012) : Каменный декор и его реставрация. — СПб.: Нестор-История, 2012. — 96 с. с. — ISBN 978-5-905987-30-4.
- Булах А. Г. «…От вазы гранитной до двери дворца…».  Эльфдаленская порфировая мануфактура и её вазы в Петербурге. — СПб.: С.-Петерб. гос. ун-т, 2015. — 128 с.
- Булах А. Г. По воле разума и чувств. Санкт-Петербург – Хельсинки. Два кафедральных православных собора. — СПб.: Изд-во С.-Петерб. гос. ун-та, 2016. — 84 с.

Историко-биографические книги
- Булах А. Г. Модель художника К. Сомова и французский импрессионизм в Нельсоне (Канада) : судьба и ветви семьи Эмиля Павловича фон Роде = Model of the artist K. Somov and french impressionism in Nelson (Canada). — СПб. : Коло, 2005. — 103 с. — ISBN 5-901-841-29-8.
- Булах А. Г., Шуйский В. К., Булах-Гардина Татьяна Д. Мир искусства в доме на Потемкинской. — М.: Центрполиграф, 2011. — 254 с. — (Всё о Санкт-Петербурге). — ISBN 978-5-227-02861-7.

Учебно-методическая литература
- Золотарев А. А., Булах А. Г., Кривовичев В. Г. Классификация и формулы минералов (минеральных видов). — Л.: Изд-во ЛГУ, 1989.
- Золотарев А. А., . Булах А. Г., Кривовичев В. Г. Классификация и формулы минералов (минеральных видов). — 2-е. — Л.: Изд-во ЛГУ, 1993.
- Золотарев А. А., . Булах А. Г., Кривовичев В. Г. Формулы минералов. Термодинамический анализ в минералогии и геохимии. — СПб.: Изд-во СПбГУ, 1995.
- А. Bulakh, V. G. Krivovichev. Classification and formulae of minerals (minerals species). — СПб.: Изд-во СПбГУ, 1995.
- Золотарев А. А., Булах А. Г., Кривовичев В. Г. Классификация и формулы минералов (минеральных видов). — 3-е. — СПб.: Изд-во СПбГУ, 1995.
- Золотарев А. А., Булах А. Г. Атлас структур минералов - простых веществ, сульфидов. — СПб.: СПбГУ, 1997. — 28 с.
- Золотарев А. А., Булах А. Г. Атлас структур минералов - оксидов, гидроксидов. — СПб.: СПбГУ, 1998. — 24 с.
- Золотарев А. А., Булах А. Г., Кривовичев В. Г. Классификация и формулы минералов (минеральных видов). — 4-е. — СПб.: СПбГУ, 2000. — 24 с.
- Булах А. Г., Золотарев А. А. Атлас структур минералов - оксидов, гидроксидов. — СПб.: Изд-во СПбГУ, 1998. — 24 с.
- Булах А. Г. Общая минералогия. Учебник для студентов геологических специальностей университетов. — 2-е. — СПб.: Изд-во СПбГУ, 1999. — 356 с.
- Булах А. Г. Общая минералогия. — 3-е. — СПб.: Изд-во СПбГУ, 2002. — 364 с.
- Булах А. Г., Золотарев А. А., Кривовичев В. Г. Классификация, формулы и структуры минералов. — СПб.: Изд-во СПбГУ, 2003. — 152 с.
- Булах А. Г. Минералогия: учебник для бакалавров. — М.: Изд. центр «Академия», 2011. — 288 с.

Статьи
- Золотарев А.А., Булах А.Г. Геологическая природа Селигдарского поля апатитоносных карбонатных пород (Алданский щит) // Сов. геология. — 1983. — № 6.
- Золотарев А.А., Булах А.Г., Боброва И.П. Минералогия и особенности генезиса апатито-"форстерито"-карбонатных пород Селигдарского месторождения (Алдан) // Записки ВМО. — 1983. — Вып. 3.
- Золотарев А.А., Булах А.Г., Боброва И.П., Гулий В.Н., Ванде-Кирков Ю.В. Основные черты минералогии и генезиса Селигдарского месторождения апатита (Алданский кристаллический щит) // Записки ВМО. — 1984. — Вып. 4.
- Евдокимов М. Д., Борисов А. Б., Булах А. Г. Морфогенетические типы чароита и их ювелирные качества // Минер. журн.. — 1985. — Т. 7, № 5.
- Золотарев А. А., Булах А. Г., Гулий В. Н. Генезис апатита Селигдарского и Укдуского месторождений // Изв. АН СССР. — 1991. — № 5.
- Булах А. Г., Золотарев А. А. Россманит, оленит, эльбаит и правило 50 % при выборе границ между минеральными видами среди Li-AL турмалинов // Записки ВМО. — 1999. — № 2. — С. 32—38.
- Булах А. Г., Золотарев А. А. Состав моноклинных пироксенов ca-Mg-Fe-Na пироксенов C2/c и правило 50% // Записки ВМО. — 2000. — № 6. — С. 69—79.
- Золотарев А. А., Булах А. Г. Новый "Словарь минеральных видов, по М. Флейшеру" (к проблеме унификации формул минералов) // Записки ВМО. — 2000. — № 2. — С. 128—130.
- Золотарев А. А., Булах А. Г., Франк-Каменецкая О.В., Власов Д.Ю., Тучинский С.Г. Разрушение камня и металла в памятниках культуры Санкт-Петербурга // Дизайн и строительство. — 2001. — № 3. — С. 62—63, 78.
- Золотарев А. А., Булах А. Г., Бритвин С. Н. К истории открытия минералов и взгляд в будущее // Записки ВМО. — 2001. — № 6. — С. 42—53.
- Архитектурная экскурсия по Петербургу как урок геологии // Экскурсии в геологию. — СПб., 2001. — С. 31—48.
- Золотарев А.А., Булах А.Г., Фитцнер Б., Кальницкая Е.Я. О природе камня в тимпане южного фасада Михайловского замка // Дизайн и строительство. — 2002. — № 1. — С. 32—34.
- Булах А. Г., Кондратьева В. В., Антонов А. В. Вазы из шведского камня в Петербурге и материал для их реставрации // Реликвия. — 2006. — Декабрь. — С. 10—14.
- Булах А. Г. Минералы в природе и "на бумаге": история комиссий по новым минералам в России и в ММА и принципы классификации и номенклатуры минералов // ЗРМО. — 2010. — № 1. — С. 69—80.
- Гранитная ваза у Карпиева пруда в Летнем саду в Петербурге - причины и уроки катастрофы 6-13 января 2008 года. // Памятники. Вектор наблюдения. — 2010. — С. 107—110.
- Булах А. Г. 50 лет питкярантской учебной минералогической практике // Вестник СПбГУ. — выпуск=2. — С. 57—64.
- Булах А. Г., Маругин В. М. Экспертиза памятников из камня и бронзы. — 2012. — С. 27—32.
- Булах А. Г. Экспертиза природного камня в произведениях искусства. 2012. Вестник СПбГУ. Сер. 7. Вып. 3. — С. 60—64.
- Булах А. Г., Кривовичев В. Г., Кривовичев С. В. Открытие новых минералов в 2000 - 2010 гг.: статистика, сущность, лидеры // ЗРМО. — 2012. — № 2. — С. 32—41.
- Карбонатитовые вулканы мира и архитектура Петербурга // “Санкт-Петербург — Великобритания XVIII - XXI вв”.. — СПб.: Издательство “Европейский дом”, 2014. — С. 406—417.